# Moskvas finansakademi

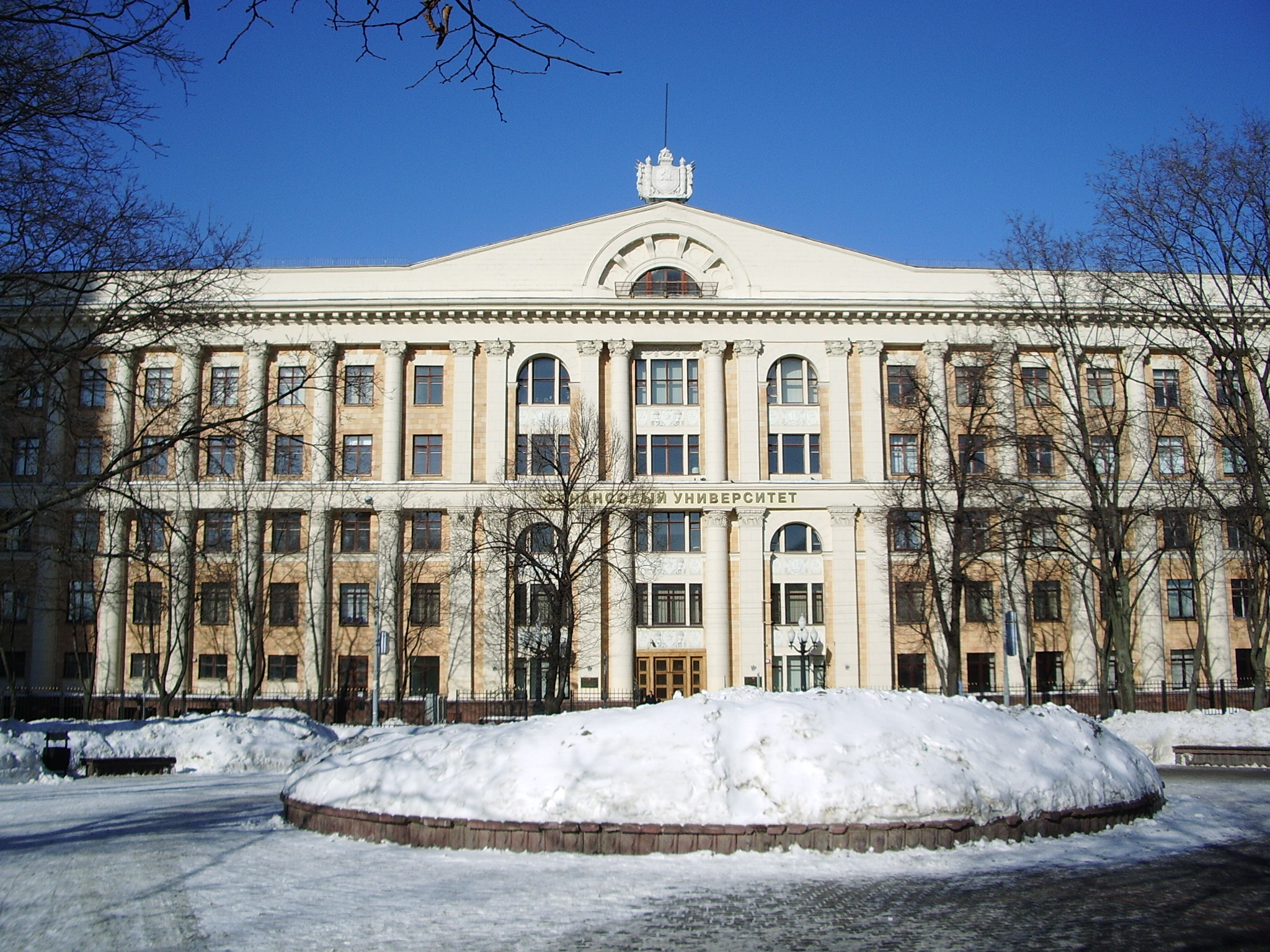
Huvudbyggnaden

Moskvas finansakademi (fullständigt namn Finansuniversitetet under Ryska federationens regering, ry.: Финансовый университет при Правительстве Российской Федерации, även kallat "Finuniversitet", Финуниверситет), är en statlig utbildningsinstitution i Moskva och som anses vara ett av landets fem bästa universitet.
Finansakademin består av 14 fakulteter, 40 avdelningar, 3 institut, 2 forskningsinstitut och 2 högskolor. Akademin har omkring 40 000 studenter.
Bland de  personer som utexaminerats från akademin finns Rysslands tredje rikaste person, Michail Prochorov.